# San José el Nuevo
San José el Nuevo är en ort i Mexiko.   Den ligger i kommunen Celaya och delstaten Guanajuato, i den centrala delen av landet, 200 km nordväst om huvudstaden Mexico City. San José el Nuevo ligger 1 771 meter över havet och antalet invånare är 1 250.
Terrängen runt San José el Nuevo är kuperad söderut, men norrut är den platt. Runt San José el Nuevo är det ganska tätbefolkat, med 104 invånare per kvadratkilometer. Närmaste större samhälle är Celaya, 9,9 km nordväst om San José el Nuevo. I omgivningarna runt San José el Nuevo växer huvudsakligen savannskog.